# IJgeul
L'IJgeul ou chenal IJ est un chenal maritime creusé sur le fond de la mer du Nord au large d'IJmuiden, offrant un accès aux bateaux ayant un grand tirant d'eau vers le port d'IJmuiden et via le canal de la Mer du Nord, à celui d'Amsterdam (à comparer à l'Eurogeul du port de Rotterdam).
Le nom vient de l'IJ, une ancienne baie réduite en lac, et de geul, mot néerlandais qui désigne la partie d'un canal qui doit souvent être draguée.

## Historique
L'IJgeul a été ouvert en 1982, le tirant d'eau maximum des navires était alors à 16,5 mètres. En 2006, le ministre des transports a décidé de son approfondissement et de sa prolongation. Les travaux publics ont creusé le chenal jusqu'à 17,8 mètres. En outre, l'IJgeul a été prolongé de 23 à 43 kilomètres.

## Circulation
La circulation est strictement réglementée, les navires doivent suivre les feux directionnels sur les 23 derniers kilomètres de l'IJgeul, celle-ci est formée par le phare avant d'IJmuiden et le phare arrière d'IJmuiden.
À 18 kilomètres de la côte, un espace a été créé pour qu'en cas de problème, il soit possible de faire demi-tour.
L'IJgeul est intégré dans les dispositifs de séparation du trafic en mer du Nord.

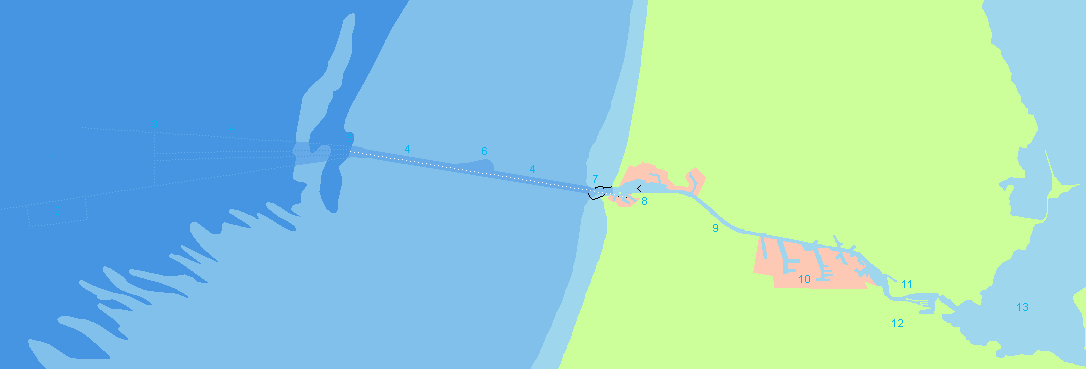
1. Couloirs extérieurs
2. Zone de mouillage
3. 43 km de couloir maritime jusqu'à IJmuiden (début de l'IJgeul)
4. IJgeul
5. 23 km de couloir maritime jusqu'à IJmuiden
6. Endroit disponible pour faire demi-tour
7. Point 0 km
8. Écluses d'IJmuiden
9. Canal de la Mer du Nord
10. Le port d'Amsterdam
11. L'IJ
12. Amsterdam
13. IJmeer
En pointillé blanc à partir d'IJmuiden, la ligne de lumière.

## Fréquentation
La moyenne de fréquentation est de 90 navires par année, ayant un tirant d'eau maximal.